# الحد من الضرر

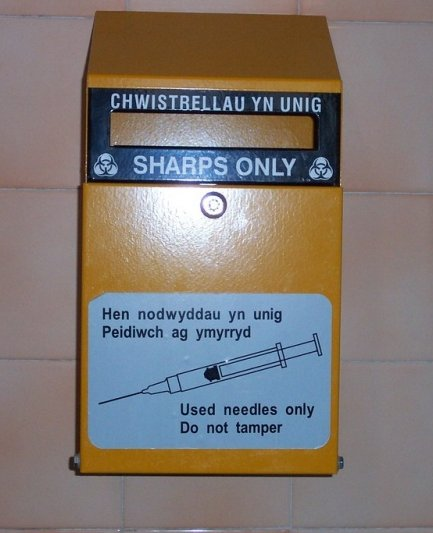

برنامج الحد من الضرر (بالإنجليزية: Harm reduction). هو مجموعة من سياسات الصحة العامة التي تهدف إلى تقليل الآثار الاجتماعية والجسدية السلبية المرتبطة بمختلف أنواع السلوك البشري، القانونية منها وغير القانونية. تستخدم سياسات الحد من الضرر لإدارة السلوك البشري مثل تعاطي المخدرات والنشاط الجنسي وغيرها، يعتقد منتقدو سياسات الحد من الضرر أنها خطرة وغير قانونية لأنها ترسل رسالة إلى المجتمع مفادها أن مثل هذه السلوكيات مقبولة، كما أن بعض الإجراءات التي اقترحها مؤيدو الحد من الضرر لا تقلل من مستوى الضرر على المدى الطويل.
من الأمثلة على هذه السياسات برامج تبادل الإبر والمحاقن التي تبين خطورة مشاركة مستخدمي الهيروين والعقاقير الأخرى للمحاقن واستخدامها أكثر من مرة، إذ يمكن أن تؤدي مشاركة الحقن إلى انتقال أمراض خطيرة مثل فيروس نقص المناعة البشرية أو التهاب الكبد الوبائي والتي يمكن أن تنتشر من مستخدم إلى آخر من خلال إعادة استخدام المحاقن الملوثة بالدم المصاب، كذلك يعتبر العلاج ببدائل الأفيون إجراءً طبياً شائعاً للتغلب على الإدمان غير المشروع للأفيونيات مثل الهيروين من خلال استخدام عقار أفيوني طويل المفعول ولكنه أقل فعالية. يستخدم الميثادون أو البوبرينورفين لتحقيق هذا الهدف عادةً تحت إشراف طبي، وهناك طريقة أخرى تتمثل بالعلاج بمساعدة الهيروين، إذ يستخدم الهيروين الدوائي (ثنائي أسيتيل المورفين) للأشخاص المدمنين على الهيروين. أصبح سياتون هاوس في تورنتو أول ملجأ للمشردين في كندا يوفر منزلاً لعلاج الإدمان على الكحول وفق مبدأ تقديم كمية قليلة من النبيذ تحت إشراف طبي.
تقدم العديد من المدارس حول العالم الآن تعليماً جنسياً أكثر أمانًا للطلاب في سن المراهقة وما قبل المراهقة، نظراً لأنهم الفئة التي من المتوقع أن تشارك في النشاطات الجنسية، فسياسة الحد من الضرر هنا تدعم التثقيف الجنسي الذي يركز على استخدام أجهزة الحماية مثل الواقي الذكري ووسائل منع الحمل للحماية من الحمل غير المرغوب فيه وانتقال الأمراض المنقولة بالجنس. في نفس السياق شرَّعت بعض دول العالم الدعارة منذ عام 1999 مثل ألمانيا (2002) ونيوزيلندا (2003)، ونجحت العديد من استراتيجيات الحد من الضرر في تقليل انتقال فيروس نقص المناعة البشرية عند متعاطي المخدرات بالحقن والعاملين في الجنس. يقلل التثقيف بشأن فيروس نقص المناعة البشرية واختبار فيروس نقص المناعة البشرية واستخدام الواقي الذكري بشكل كبير من خطر الإصابة بهذا المرض القاتل.

## المخدرات
رغم أن الغالبية العظمى من مبادرات الحد من الأضرار هي حملات توعية أو مرافق تعليمية تهدف إلى الحد من الأضرار المرتبطة بالمخدرات، فقد أطلقت مؤسسة اجتماعية فريدة من نوعها في الدنمارك في سبتمبر 2013 لتخفيف العبء المالي لتعاطي المخدرات غير المشروع عند الأشخاص المدمنين على المخدرات. أعلن مايكل لودبيرغ أوسلن الذي شارك في إنشاء المؤسسة آنفة الذكر في الدنمارك عن تأسيس مجلة إيليغال التي سيبيعها متعاطو المخدرات في كوبنهاغن بهدف توجيه أرباحهم من المبيعات نحو شراء المخدرات، وقال أولسن: لم يحل أحد مشكلة إدمان المخدرات، فهل من الأفضل أن يجد الناس المال لشراء المخدرات بهذه الطريقة، أو من خلال الجريمة والدعارة.

### برامج تبادل الإبر
قد ينطوي تعاطي بعض الأدوية غير المشروعة على استخدام إبر للحقن تحت الجلد أو في الوريد، في دول عديدة مثل الولايات المتحدة تتوفر هذه العقاقير فقط عن طريق وصفة طبية، وعندما يكون التوافر محدوداً يتشارك مستخدمو الهيروين والعقاقير الأخرى المحاقن ويستخدمونها أكثر من مرة، نتيجة لذلك يمكن أن تنتشر الإصابة بفيروس نقص المناعة البشرية أو التهاب الكبد سي من مستخدم إلى آخر من خلال إعادة استخدام المحاقن الملوثة بالدم المصاب. تقترح مبادئ الحد من الضرر أن الحقن يجب أن يكون متاحاً بسهولة أو على الأقل متوفراً من خلال برامج الإبر والمحاقن، فعندما تُوفر الإبر بكميات كافية تكون معدلات الإصابة بفيروس نقص المناعة البشرية أقل بكثير من الأماكن التي تكون فيها الإبر محدودة، يُزود المستخدمون في العديد من البلدان بالإبر مجاناً، وفي دول أخرى يحتاج الأمر إلى الدفع أو تبادل الإبر القذرة بالإبر النظيفة ومن هنا جاءت تسمية البرنامج.
وجدت العديد من الدراسات أدلة على أن هذا البرنامج منع انتقال فيروس التهاب الكبد الوبائي، مع أدلة مبدئية على أنه يمنع انتقال فيروس نقص المناعة البشرية وأدلة كافية على أنه يقلل من سلوك خطر الحقن المبلغ عنه ذاتياً، لقد خفضت برامج تبادل الإبر من الإصابة بفيروس نقص المناعة البشرية بنسبة 33% في نيوهفن ونحو70% في ميدنة نيويورك.
أوصت دراسة قام بها معهد بورنت في 28 مايو 2013 بتوفير الوصول على مدار الساعة إلى معدات الحقن المعقمة في ملبورن، بعد أن استمرت ثقافة المخدرات في المنطقة في النمو بعد أكثر من عشر سنوات من القوانين الصارمة، وخلص بحث المعهد إلى أن سلوك الحقن العام أمر شائع في المنطقة وأنه عثر على أدوات الحقن في الحدائق العامة والشوارع وممرات المشاة، ووصل الحد إلى أن الأشخاص الذين يتعاطون المخدرات عن طريق الحقن كسروا صناديق التخلص من المحاقن المفتوحة لإعادة استخدام معدات الحقن التي سبق وجرى التخلص منها.

### برامج توفير الهيروين
تُقدم وصفات طبية للهيروين الدوائي (ثنائي أسيتيل المورفين) للأشخاص المدمنين على الهيروين في بعض البلدان لمعالجة المشكلات المرتبطة بالاستخدام غير المشروع لهذا العقار، تشير الدلائل إلى أن هذا النوع من العلاج يمكن أن يحسن إلى حد كبير الظروف الصحية والاجتماعية للمشاركين، مع تقليل التكاليف المادية والمعنوية المتعلقة بالسجن والتدخلات الصحية، ففي سويسرا مثلاً يعد العلاج بمساعدة الهيروين برنامجاً ثابتاً في النظام الصحي الوطني، إذ توجد عشرات المراكز في جميع أنحاء البلاد ويمكن للأشخاص المدمنين على الهيروين الحصول على هيروين دوائي في بيئة خاضعة للإشراف الطبي والقانوني، يعتبر برنامج توفير الهيروين السويسري سياسة ناجحة وقيمة في النهج العام للبلد لتقليل الأضرار الناجمة عن تعاطي المخدرات غير المشروع، وفي استفتاء أجري عام 2008 صوت 68% من المشاركين لصالح استمرار البرنامج.
درست هولندا البدء ببرنامج توفير الهيروين تحت إشراف طبيّ، من جهتها أظهرت دراسة ألمانية لمدمني الهيروين على المدى الطويل أن الديامورفين كان أكثر فعالية بكثير من الميثادون في دعم المرضى أثناء العلاج وتحسين وضعهم الصحي والاجتماعي، إذ تمكن العديد من المشاركين من العثور على عمل، حتى إن بعضهم كوَّن عائلة بعد سنوات من التشرد والانحراف، ومنذ ذلك الحين استمر العلاج في المدن التي شاركت في هذه الدراسة التجريبية حتى أدخل برنامج توفير الهيروين بشكل دائم في النظام الصحي الألماني الوطني في مايو 2009.
يوجد كذلك برنامج لتوفير الهيروين في المملكة المتحدة منذ عشرينيات القرن الماضي، حيث كان إدمان المخدرات يعتبر مشكلة صحية فردية، وكان الإدمان على المواد الأفيونية نادراً وقتها ومقتصراً على الناس من الطبقة المتوسطة الذين كان من السهل عليهم الوصول إليه بسبب مهنتهم، أو الأشخاص الذين أصبحوا مدمنين كآثار جانبية للعلاج الطبي، وفي الخمسينيات والستينيات ساهم عدد من الأطباء في زيادة مثيرة للقلق في عدد المدمنين على المخدرات في المملكة المتحدة من خلال وصف الأدوية المخدرة بشكلٍ مفرط، ولذلك تحولت المملكة المتحدة إلى تشريعات أكثر صرامة تجاه المخدرات، ومع ذلك تدرس الحكومة البريطانية مرة أخرى استخدام الهيروين كمكون شرعي من قبل هيئة الخدمة الصحية الوطنية، فقد أثبتت الأدلة بوضوح أن الميثادون ليس مناسباً لجميع الأشخاص المدمنين على المواد الأفيونية، وأن الهيروين الطبي أظهر فعالية ومعدلات نجاح مساوية أو أفضل من العقاقير الأخرى.

## وصلات خارجية
- الحد من الضرر على مشروع الدليل المفتوح